# NGC 4731
NGC 4731 é uma galáxia espiral barrada (SBc/P) localizada na direcção da constelação de Virgo. Possui uma declinação de -06° 23' 33" e uma ascensão recta de 12 horas, 51 minutos e 01,0 segundos.
A galáxia NGC 4731 foi descoberta em 25 de Abril de 1784 por William Herschel.